# Криниці (Україна)
Крини́ці — село Новодонецької селищної громади Краматорського району Донецької області, України. У селі мешкає 617 людей. Знаходиться на річці Гнилуша.

## Назва
У 1987 р. село Михайлівка було перейменовано на Криниці. Селом тече Балка Гнилуша.

## Історія
У 1951 році до села переселено (депортація) декілька сотень галичан (родинами), в основному з колишнього Нижньо-Устрицького району Дрогобицька область під час Радянсько-польський обмін ділянками територій (1951).

## Церква
У селі знаходиться церква Успіння Пресвятої Богородиці" (Донецький екзархат УГКЦ).